# Ruben Alexanian
Ruben Alexanian –en armenio, Ռուբեն Ալեքսանյան– (Ereván, URSS, 14 de marzo de 1990) es un deportista armenio que compite en halterofilia.
Ganó una medalla de bronce en el Campeonato Mundial de Halterofilia de 2019 y cuatro medallas en el Campeonato Europeo de Halterofilia entre los años 2010 y 2019. Participó en los Juegos Olímpicos de Río de Janeiro 2016, ocupando el cuarto lugar en la categoría de +105 kg.

## Palmarés internacional
| Campeonato Mundial | Campeonato Mundial  | Campeonato Mundial | Campeonato Mundial |
| Año                | Lugar               | Medalla            | Categoría          |
| ------------------ | ------------------- | ------------------ | ------------------ |
| 2019               | Pattaya (Tailandia) | Medalla de bronce  | +109 kg            |
| Campeonato Europeo |                     |                    |                    |
| Año                | Lugar               | Medalla            | Categoría          |
| 2010               | Minsk (Bielorrusia) | Medalla de plata   | +105 kg            |
| 2014               | Tel Aviv (Israel)   | Medalla de plata   | +105 kg            |
| 2017               | Split (Croacia)     | Medalla de bronce  | +105 kg            |
| 2019               | Batumi (Georgia)    | Medalla de bronce  | +109 kg            |